# Шарадзе, Гурам Северьянович
Гурам Северьянович Шарадзе (груз. გურამ სევერიანის ძე შარაძე; 17 октября 1940, Гурианта — 20 мая 2007, Тбилиси) — грузинский филолог, историк, политик. Лидер движения «Эна, мамули, сарцмуноэба» («Язык, отечество, вера»). Был убит в центре Тбилиси.

## Карьера
Шарадзе был вовлечён в антисоветское грузинское национальное движение в конце 1980-х и был тесно связан со Звиадом Гамсахурдиа, который стал в 1991 году первым избранным президентом Грузии. После свержения Гамсахурдиа в 1992 году Шарадзе находился в оппозиции к правительству Эдуарда Шеварднадзе. В 1995 году он основал ультранационалистическое движение «Эна, Мамули, Сарцмуноэба» («Язык, Отечество, Вера», отличавшийся от аналогичного лозунга Ильи Чавчавадзе только порядком слов) и был избран в грузинский парламент. В 2002 году возглавил (впрочем, безуспешно) движение за запрет деятельности религиозной деноминации Свидетелей Иеговы в Грузии, за что подвергся серьёзной критике со стороны защитников прав человека и политиков-реформистов. Вместе с тем оказывал покровительство террористической секте василистов. В 2003 году он присоединился к блоку Шеварднадзе «За новую Грузию» для участия в парламентских выборах, которые были объявлены сфальсифицированными и вызвали массовые демонстрации, завершившиеся бескровной Революцией роз. С тех пор Шарадзе отошёл от активной политической деятельности, но попытался организовать общественное движение против западного влияния на Грузию, объявив общественную деятельность филантропа Джорджа Сороса потенциально более вредной для Грузии, чем большевистская революция.
В 2004 году он был приговорён за хулиганство к заключению на пятнадцать суток после того, как повалил плакаты польского художника Рафала Ольбинского на выставке в Национальной парламентской галерее в Грузии, объявив их порнографическими. В следующем году он был арестован снова, за оскорбление ректора Тбилисского государственного университета, который разработал программу реформ по западному образцу.
Шарадзе был профессором филологии Тбилисского государственного университета и членом-корреспондентом Грузинской академии наук. Он — автор нескольких работ по грузинской литературе и истории, в которых обращал особое внимание на Грузинскую демократическую республику (1918—1921) и грузинскую политическую эмиграцию в Европу в советское время.

## Убийство
20 мая 2007 года Гурам Шарадзе был убит на Проспекте Меликишвили в центре Тбилиси, напротив офиса страховой компании «Алдаги». В тот же день полиция задержала по подозрению в убийстве Георгия Баратели, бывшего друга сына Шарадзе. Баратели был арестован после короткой перестрелки с полицией и сразу дал признательные показания. Однако дочь Гурама Шарадзе, Русудан Шарадзе утверждала, что Георгий Баратели невиновен, а в убийстве её отца замешаны власти Грузии. В ноябре 2007 года суд признал Баратели виновным в убийстве Шарадзе и ряде других преступлений и приговорил его к 27 годам заключения, однако в ноябре 2017 Баратели вышел на свободу года после ряда массовых амнистий и уменьшений срока наказания, объявлявшихся правительством «Грузинской мечты».